# 椿まひる
椿 まひる（つばき まひる、1988年9月28日 - ）は、日本のAV女優。ティーパワーズ（TPJ）所属。

## 人物・プロフィール
- 趣味:カラオケ
- 大槻ひびきと仲が良く、互いのブログに良く登場している。

## 略歴
2008年にAVデビュー。

## 出演作品

### アダルトビデオ
2008年
- Drothy DAISY 27 (8月22日、プレステージ) ※「マヒル」名義
- ウリをはじめた制服少女 81 (9月20日、プレステージ)
- 女子校生純姦旅行 (12月18日、グローリークエスト)
- 女子校生激イカセアクメ 中出しごっくん乱交スペシャル (12月19日、キッチュ)共演:鈴木ありす、みづき伊織

2009年
- オトナカメラ 4 （1月16日、大洋図書）
- オレの部屋×制服のカノジョ 004 (1月19日、ゴーゴーズ)
- JK5 (4月1日、ABC/妄想族)
- 私立IP女学院 4 (4月1日、アイデアポケット)共演:東条かれん、みづき伊織、工藤れいか、向井ゆうき、星野あかり、愛原つばさ、夏川えり、黒澤エレナ、姫咲まりあ、芽衣、夏川亜咲、うるみゆう、白川るり、春野愛、ひなのりく
- 時間よ止まれ！ パート12 (4月4日、V&Rプロダクツ)共演:桃咲まなみ、羽田未来、大槻ひびき、上原ひな、鈴花、EMIRU、COCO@、北島ゆり、まどかみれい
- ロリコン教頭わいせつ盗撮 2 (5月8日、I.B.WORKS)他出演:つくし
- 僕は透明人間！ パート8 (5月7日、V&Rプロダクツ)共演:須真杏里、葉月るい、大槻ひびき
- FELLATIO FESTIVAL 13 (6月1日、アイデアポケット)オムニバス作品 他出演:星野あかり、黒澤エレナ、みづき伊織、姫咲まりあ、愛原つばさ、早乙女ルイ、工藤れいか、東条かれん、夏川えり、平井柚葉、ひなのりく、芽衣、春野愛、向井ゆうき
- 友達同士レズビアン (6月20日、ピーターズ)共演:成瀬心美 他出演:神崎レオナ、平塚ゆい
- 少女山中連れ輪姦し (7月10日、I.B.WORKS)他出演:坂下まりな
- 妹夜這い盗撮 2 (8月28日、I.B.WORKS)オムニバス作品 他出演:成瀬心美、さくら結衣、白砂ゆの、葉月みお、赤西あずさ、鈴香音色、橘ゆめみ
- ロリっ娘縞パンツインテール (10月9日、I.B.WORKS)オムニバス作品 他出演:綾瀬桃子、稲見亜矢
- ロ●ータ脇コキ (10月23日、I.B.WORKS)オムニバス作品 他出演:青山ひかる、水野ありす、松井なみ、小日向ひな、伊東すみれ
- ハイスクール角オナニー 3 (11月13日、アロマ企画)オムニバス作品 他出演:篠原奈美、スザンナ、美花ぬりぇ、葉山梨々花、永井あいこ、さくら愛々
- JK・女子校生の放課後 見せつけオナニー 2 (11月13日、映天)オムニバス作品 他出演:ひなのりく、鮎川みさと、中嶋くるす、星優乃
- 女子校生中出しレイプ (11月19日、ミスター･インパクト)オムニバス作品 他出演:成瀬心美、黒崎もえ、桜木ハル、森乃しずく
- フェラコレ 特別編 2 増量4時間ぜーんぶWフェラ (12月15日、隼エージェンシー)オムニバス作品 他多数出演
- こだわりの手コキ 4時間SP 40人のハンドメイド 14 (12月15日、隼エージェンシー)オムニバス作品 他多数出演
- ロリ中出しレイプ (12月19日、ミスター・インパクト)オムニバス作品 他出演:今井さやか、伊東すみれ、宮川みくる、小松ひな
- ソルトシャワー 熟若女のおしっこみせて Vol.2（12月19日、ゲロニア/妄想族）オムニバス作品 他多数出演
- つるぺたロ●ータ生中出し (12月25日、I.B.WORKS)オムニバス作品 他出演:桃瀬れな、小松ひな

2010年
- B.B.ボーイズに目覚めちゃった僕。 小悪魔編 4 (1月13日、アロマ企画)オムニバス作品 他出演:成瀬心美、愛音ゆり、あすかみみ、COCO@、青山さつき
- 足コキ ミニスカニーソックス (1月22日、TMA)オムニバス作品 他出演:灘坂舞、橘れもん、小泉梨奈、綾瀬桃子、月野りさ、葉山梨々花、紗奈、稲見亜矢、宮藤レイコ
- ディルドにまたがる女子校生4 (1月25日、アロマ企画)オムニバス作品 他出演:あすかみみ、COCO@、小田切みく、赤坂アスカ、あんな、愛川香織、宮下まい
- クリトリス完全破壊!電マ アクメ編! (1月29日、映天)オムニバス作品 他出演:里中あきな、星優乃、工藤れいか
- 少女人形と変態三兄弟 変態飼育4 (2月1日、中嶋興業)
- 赤ちゃんおむつプレイの女子校生 おしゃぶりフェラ (2月12日、映天)オムニバス作品 他出演:南しずか、雨宮ゆん、スザンナ、RUMIKA
- アロマ仮想風俗シリーズ 舐められ【放課後】倶楽部 DX 特別合宿コース (2月13日、アロマ企画)オムニバス作品 他出演:石川鈴華、成瀬心美、大槻ひびき、結城かれん
- フェラコレ 女子校生編 2 (2月25日、隼エージェンシー)オムニバス作品 他多数出演
- ロリはめ 23 (2月26日、I.B.WORKS)オムニバス作品 他出演:南れいな、白砂ゆの、鈴香音色
- 完全主観 センズリお手伝いしてあげる (3月5日、OFFICE K'S)オムニバス作品 他出演:青山ひかる、大槻ひびき、小峰ひなた
- 麗しのパンティストッキング (3月19日、OFFICE K'S)オムニバス作品 他出演:大槻ひびき、鈴木千里、和葉みれい、青山ひかる
- フェラコレ2010春SP 35人のフェラジェンヌ (4月25日、隼エージェンシー)オムニバス作品 他多数出演
- 絶対領域専科 2 ミニスカ＆ニーソとムッチリ太腿の誘惑 (5月13日、アロマ企画)オムニバス作品 他出演:観月樹音、河純ひなみ
- 男女入れ替わり手錠 (5月27日、ROCKET)共演:つぼみ、結城みさ
- ゆっく～りじらし手コキ (6月4日、OFFICE K'S)オムニバス作品 他出演:櫻井ゆうこ、高瀬ひとみ、桐原あずさ、村上涼子
- エロビアン VOL.3 (6月4日、映天)共演:浅倉彩音、村上涼子、北条美里、桐原あずさ
- JK文化祭模擬店・ちら見せオナサポ喫茶 (6月13日、アロマ企画)オムニバス作品 他出演:亜由美、COCO@、桜井真由、持田あおい、高島ちづる、柴田かすみ、優希美羽、花凛、中浜かのん、長谷川沙希、神田まどか ほか計15名
- もっとも大淫乱 イグイグイグイグイグイグ大乱交 (6月19日、乱丸)共演:成瀬心美、水城奈緒、妃乃ひかり、鈴香音色、大槻ひびき、瀬名あゆむ、和希セイラ、辻本りょう、相原れな、風見リオナ
- 手を使わないフェラチオ 5 (7月23日、OFFICE K'S)オムニバス作品他出演:鷹宮りょう、大槻ひびき、早乙女ルイ、MOE
- はちゅえっち! まひる (8月2日、メディア総販ソレイル)
- 禁断の罠 (8月6日、アウダースジャパン)共演:みづなれい、大槻ひびき、中野美紗子
- DOKIレズ 48 (8月6日、アウダースジャパン)共演:みづなれい、大槻ひびき、中野美紗子
- 小悪魔JK 大胆パンチラコレクション 2 (8月13日、アロマ企画)オムニバス作品 他出演:水玉レモン、椎奈つばめ、なのかひより、直嶋あい、野中あんり、矢沢るい
- オナニー好きな女の子が普段しているオナニー (8月20日、OFFICE K'S)オムニバス作品 他出演:桐原あずさ、二ノ宮涼、安藤なな、新山ゆきみ
- こだわりの手コキ4時間SP16 40人のハンドメイド (8月25日、隼エージェンシー)オムニバス作品 他多数出演
- ネ申AV!国民的アイドルグループのマネージャーになった僕。 ～アイドルだってSEXするぜ!裸の推しメンに会いたかった!!～ (9月9日、ディープス)共演:成瀬心美、愛音まひろ
- 男装♂フェラ (9月17日、OFFICE K`S)オムニバス作品 他出演:鈴木ありす、成瀬心美、大槻ひびき、新山ゆきみ
- フェラ語 VOLUME.02 (10月1日、OFFICE K`S)オムニバス作品 他出演:鈴木ありす、大槻ひびき、新山ゆきみ、成瀬心美
- 美人姉妹の禁断の秘密 (10月8日、アウダースジャパン)共演:榊なち、水沢真樹、真咲りこ
- DOKIレズ 50 (10月8日、アウダースジャパン)共演:榊なち、水沢真樹、真咲りこ
- バレちゃいけない緊張感が余計に欲情させる こっそり手コキ 2 (10月13日、アロマ企画)オムニバス作品 他出演:星川はな、瀬奈ジュン、朝倉ことみ
- ロリっ娘スクール透け水着 ぬるべちょパイパンわれめに中出し (10月19日、妄想族)オムニバス作品 他出演:ここな、明日菜
- 素人参加型 エロ美少女のせんずりカウンセリング ～五感を刺激するオナニーサポート (10月25日、アロマ企画)オムニバス作品 他出演:瀬名あゆむ、鈴木ありす、早乙女ルイ
- レズビアンsister お姉ちゃんがスキ (11月19日、アンナと花子)共演:桐原あずさ

2011年
- 快楽レズエステ 12 (1月20日、アキノリ)共演:あすかみみ、小西レナ、朝倉ことみ、進藤みく、大槻ひびき、直嶋あい、小谷真紀